# علي حميد (معلق رياضي)
علي حميد معلق رياضي إماراتي ولد علي حميد وعاش في اماره ام القيوين وتحديدا في (فريج الراس)، بدايته مع التعليق كانت في سنة (1973) وأول مباراة علق عليها كانت مباراة الأهلي والوصل، وقد علق على 6 بطولات لكأس العالم حيث كانت البداية في مونديال (1978) وكان التعليق من الإستوديو وفي عام (1982) بدأ التعليق من أرض الملعب وهو ضابط برتبه مقدم في حرس ام القيوين الوطني.

## بداياته
كان علي حميد في يوم من الايام يمازح اصدقائه اثناء مباراه في دوري الفصول وقام بالتعليق على أحد المباريات وفي اليوم التالي طلب منه مدرس التربية الرياضية احمد سلامه التعليق على مباراه فقال له علي حميد انا لا اجيد التعليق فقط كنت اقلد المعلق الشهير خالد الحربان فقال له المدرس افعل ذلك اليوم أيضا ومن يومها أصبح علي حميد معلق المدرسة الرسمي،
وفي عام 1963 انضم علي حميد كحارس مرمى في الفريق الثاني للنادي العربي وفي عام 1971 لعب أول مباراه رسميه
وفي عام 1973 في شهر نوفمبر ذهب علي حميد بنفسه للاذاعه وابدى رغبته في التعليق ونجح في جميع الاختبارات.

## إنجازات
- حاصل على وسام من تونس من قبل اتحاد إذاعات الدولة العربية في 1996.
- حاصل على وسام من مصر من قبل اتحاد إذاعات الدولة العربية في 1997.
- عضو ثابت في اتحاد إذاعات الدول العربية.
- عضو في لجنة تعريب المصطلحات الرياضية.
- عضو مؤسس ومحاضر في اتحاد معلقي العرب وألغيت هذه اللجنة إلى أن أعيد إنشاؤها كلجنة منطوية تحت الاتحاد العربي لكرة القدم.
- أول معلق إماراتي يعلق على بطولات كأس العالم وثاني معلق عربي بعد خالد الحربان.
- أول معلق إماراتي يعلق على بطولة كأس أمم آسيا.
- أول معلق إماراتي يعلق على بطولة أمم أفريقيا.
- أول معلق إماراتي يعلق على بطولة أمم أوروبا.
- أول معلق يعلق على بطولة كوبا أمريكا.
- أول محاضر في التعليق من الإمارات.